# Thony Hemery
Anthony Hemery dit Thony Hemery, né le 22 novembre 1972 à Bourg-Saint-Maurice, est un skieur acrobatique français spécialisé dans le ski de bosses. Il remporte deux petits globes de cristal de ski de bosses en parallèle en 1997 et 1999 et participe aux Jeux olympiques de Nagano en 1998.

## Palmarès

### Jeux olympiques d'hiver
- Jeux olympiques d'hiver de 1998 à Nagano (Japon) :
  - 16e en ski de bosses

### Coupe du monde de ski acrobatique
- Meilleur classement général : 9e en 1997[1].
- Meilleur classement en ski de bosses : 4e en 1997[1].
- Meilleur classement en ski de bosses en parallèle : 1er en 1997 et 1999[1].
- 15 podiums dont 9 victoires dans les épreuves de coupe du monde[2].

### Championnats du monde
Thony Hemery a disputé trois éditions des Championnats du monde de ski acrobatique.
| Épreuve / Édition          | Bosses | Bosses parallèles |
| Mondiaux 1993 Altenmarkt   | 24e    | -                 |
| Mondiaux 1997 Iizuna Kogen | 5e     | -                 |
| Mondiaux 1999 Hasliberg    | 5e     | 9e                |